# Havelange (Aywaille)
Pour les articles homonymes, voir Havelange.
Havelange est un village de la commune d'Aywaille dans la province de Liège en Région wallonne (Belgique). 
Avant la fusion des communes, Havelange faisait partie de la commune de Harzé.

## Situation
Ce petit village bâti à la limite de l'Ardenne se situe à proximité de l'autoroute E25 Liège-Luxembourg entre les villages de Harzé et de Lorcé sur une colline culminant à 390 m d'altitude. Au nord et à l'est du village, s'étend un vaste territoire forestier comprenant plusieurs vallées encaissées qui rejoignent la vallée de l'Amblève et les Fonds de Quareux.

## Description
Le village initial était composé de quelques maisons et fermettes bâties en grès. Toutefois, la construction de l'autoroute E25 dont la sortie 47 est très proche a permis au village une forte croissance dans le nombre de ses habitations. 
On trouve à proximité du village un monolithe appelé Pîre â Hotlis (mots wallons signifiant : Pierre aux Porteurs de Hotte) qui servait d'endroit où ces porteurs posaient leur charge pour faire une halte.